# بامداد خمار
بامداد خمار رمانی نوشتهٔ فتانه حاج سیدجوادی است که در سال ۱۳۷۴ منتشر شد و داستان سوزناک عشق نافرجام دختری از اعیان دورهٔ قدیم تهران به جوانی نجار از طبقهٔ پایین جامعه را روایت می‌کند. این کتاب یکی از پرفروش‌ترین رمان‌های معاصر ایران است و آن را نمونه‌ای از ادبیات عامه‌پسند دانسته‌اند.
بامداد خمار در ده سال نخست انتشار، ۳۰۰ هزار نسخه فروش داشت و برخی از نوبت‌های چاپ آن با شمارگان ۱۰ تا ۱۸ هزار نسخه درخور توجه است. این رمان با بحث‌های داغ و نقدهای بسیار روبه‌رو شد. موافقان، آن را برای مقولهٔ روابط میان زنان و مردان جوان مفید دانسته یا درس عبرتی برای جوانان بی‌تجربه دانستند. مخالفان، آن را دفاع از اصالت و شرافت طبقات بالادست جامعه و تحقیر فرودستان دانستند.
ترجمهٔ آلمانی بامداد خمار توسط سوزان باغستانی در آلمان با میانگین ۱۰ هزار نسخه بارها به چاپ رسیده‌است. همچنین ترجمهٔ انگلیسی این رمان با عنوان The Morning After (صبح بعد) در سال ۱۴۰۱ توسط شرکت فیروز مدیا منتشر شده است.

## خلاصهٔ داستان
سودابه دختر جوان تحصیل‌کرده و ثروتمندی است که می‌خواهد با مردی که با قشر خانوادگی او مناسبتی ندارد، ازدواج کند. برای جلوگیری از این پیوند، مادر سودابه وی را به پند گرفتن از محبوبه، عمهٔ سودابه، سفارش می‌کند.
بامداد خمار داستان عبرت‌انگیز سیاه بختی محبوبه در زندگی با عشقش رحیم است که از همان برگ‌های نخست داستان آغاز می‌شود و همه کتاب را دربرمی‌گیرد. با آنکه ماجرا در روزهای نخست زمامداری رضاشاه روی می‌دهد، جز یکی دو مورد، همچون کشف حجاب، به دیگر جنبه‌های سیاسی و اجتماعی زمانه هیچ اشاره‌ای نمی‌شود. محبوبه، دختر بصیرالملک بافرهنگ و اشرافی عاشق یک شاگرد نجار می‌شود. خواستگارهایش را رد می‌کند و در برابر خانواده آنقدر مقاومت می‌کند تا خانواده به ازدواج او رضایت می‌دهد. اما خانواده او را اخراج  می‌کند، به‌طوری‌که نه او اجازه دارد به خانواده‌اش سری بزند و نه در هفت سال زندگی محبوبه با رحیم، کسی از خانواده به او سری می‌زند..
داستان از زبان محبوبه:
پدر محبوبه برایش خانه‌ای کوچک می‌خرد و دکانی نیز برای نجاری رحیم و او را به حال خود رها می‌کند تا دخترک پانزده ساله با عشق خود، در خانواده‌ای که نمی‌شناسد، تنها زندگی بگذراند و از خودسری خود پند بگیرد. تنها دایهٔ دختر اجازه دارد که ماهی یکبار سری به محبوبه بزند و مبلغی خرجی از سوی پدر به محبوبه برساند که همه خرج شراب خواری و زن بارگی رحیم می‌شود. رحیم تهیدست بی‌فرهنگ نه‌تنها قدر این دختر بافرهنگ اشرافی را نمی‌داند، بلکه او را تحقیر می‌کند و حتی کتک می‌زند. مادر رحیم، اهریمنی است که زندگی زناشویی آنان را به جهنمی راستین بدل می‌کند و از همان آغاز در خانهٔ آنان ماندگار می‌شود و از آنجا که کارش بنداندازی بوده‌است، زبان طعنه و زخم زبان و دهان بی‌چاک او، تعجبی برای محبوبه باقی نمی‌گذارد، چراکه محبوبه این شغل را به‌شدت تحقیر می‌کند و خیلی راحت بی‌فرهنگی‌ها، دوبه‌هم‌زدن‌ها، آتش سوزاندن‌های مادرشوهر را ناشی از شغل پست و خاستگاه خانوادگی‌اش می‌بیند. رحیم، قدر دختر بصیرالملک را در خانه‌اش نمی‌داند و او را تا پست‌ترین درجه نزول می‌دهد. دختری که در زندگی‌اش دست به سیاه و سفید نزده، باید ظرف بشوید و کار خانه کند.
محبوبه پسری به دنیا می‌آورد، و نیز فرزند دومش را سقط می‌کند و برای همیشه عقیم می‌شود. اما پسر پنج ساله‌اش در حوض خانهٔ همسایه بر اثر سهل‌انگاری مادر شوهرش غرق می‌شود. رحیم نه تنها هیچ علاقه‌ای به بانوی ثروتمند و بافرهنگی که خانواده‌اش را بخاطر زندگی با او زیر پا گذاشته نشان نمی‌دهد، بلکه می‌خواهد خانه و مغازه‌ای را که پدر محبوبه، به نام دخترش کرده، تصاحب کند. محبوبه پس از هفت سال از دست شوهر و مادرشوهرش فرار می‌کند و دوباره به پدرش پناه می‌برد. از عشق به جز نفرت چیزی برجای نمانده‌است. طلاق می‌گیرد و با پسرعمویش منصور که سال‌ها پیش خواستگار او بود و حال همسر و فرزندانی دارد، ازدواج می‌کند و همسر سوم او می‌شود. پس از ازدواج اندک اندک عاشق منصور می‌شود. هرچه معالجه می‌کند، باردار نمی‌شود و نتیجهٔ خودسری‌ها و هوس‌هایش را، حال در بی فرزندی و همسر سوم بودن مردی می‌بیند که مرد رویاهایش است و می‌انگارد که خود کرده را تدبیری نیست و نتیجهٔ حرف ناشنوی از والدین چیزی جز سیاه بختی نخواهد بود.

## حاشیه

### شب سراب
پس از انتشار این کتاب، که به یکی از پرفروش‌ترین کتاب‌های سال انتشار تبدیل شد، کتابی منتشر شد به نام شب سراب نوشتهٔ ناهید ا. پژواک از نشر البرز. این کتاب در واقع همان داستان بامداد خمار است با این تفاوت که داستان از زبان رحیم (شخصیت منفی داستان) نقل شده که می‌گوید محبوبه یک طرفه به قاضی رفته و اشتباه می‌کند. این کتاب هم به یکی از کتاب‌های پرفروش تبدیل شد. شکایت نویسنده کتاب بامداد خمار از نویسنده شب سراب به دلیل سرقت ادبی نیز در پرفروش شدن آن بی‌تاثیر نبود.